# سنجاقک‌های نیلگون
سنجاقک‌های نیلگون (نام علمی: Philogangidae) نام یک تیره از زیرراسته سنجاقک است.